# Schnellbootbunker

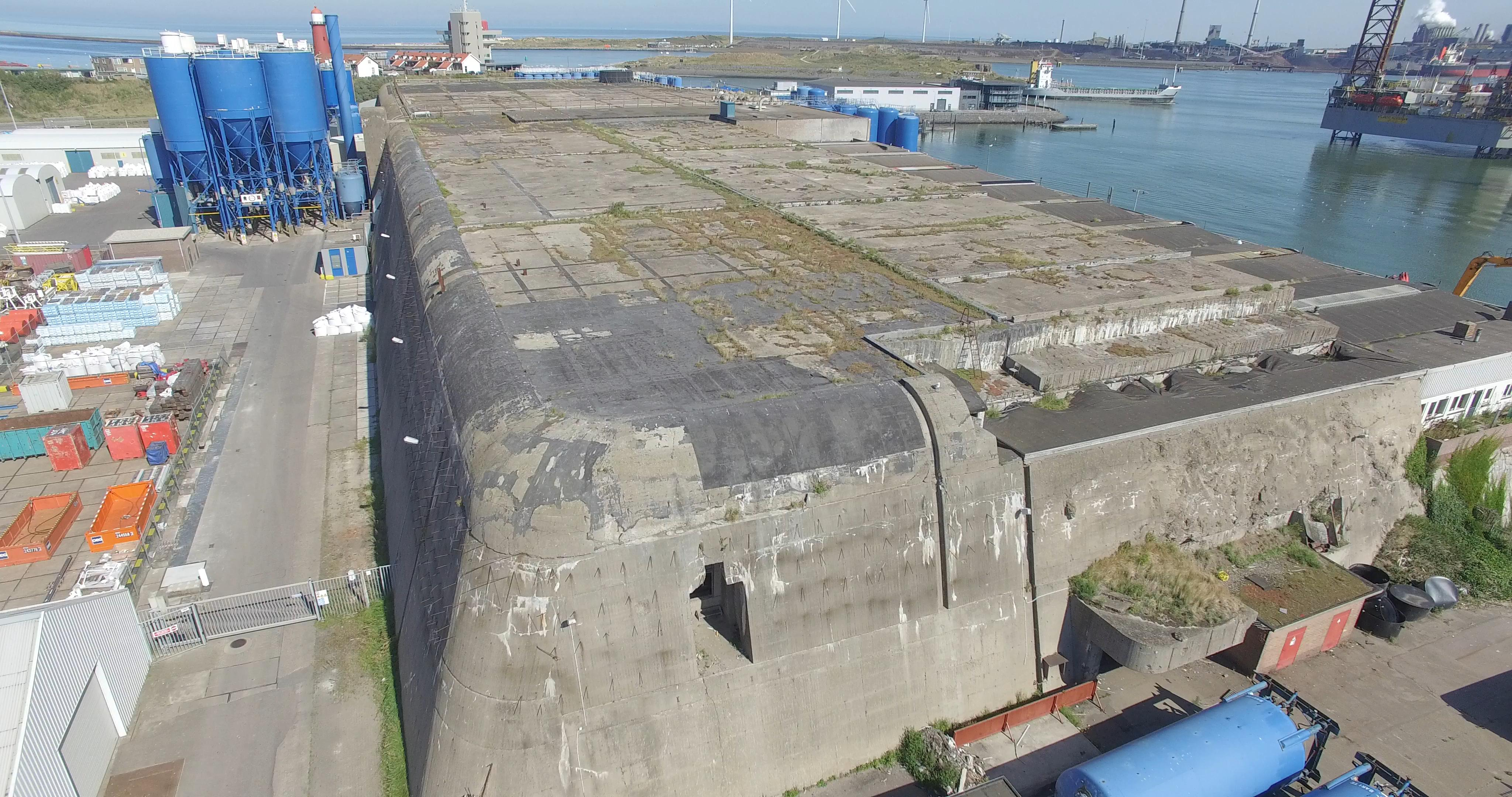
Schnellbootbunker IJmuiden II, 2015

Schnellbootbunker wurden im Zweiten Weltkrieg zum Schutz der deutschen Schnellbootflottillen vor alliierten Luftangriffen an der niederländischen, belgischen und französischen Küste errichtet. Die Anlagen erreichten ähnliche Größendimensionen wie die zur gleichen Zeit errichteten U-Bootbunker. Der größte Teil der Anlagen ist bis heute erhalten und einige können besichtigt werden.
Ab 1940 begann der Bau von insgesamt fünf großen Bunkeranlagen in IJmuiden, Rotterdam, Ostende, Boulogne-sur-Mer und Cherbourg. Der Bau der Anlagen wurde durch die Organisation Todt und zivile Firmen durchgeführt. Bis zur Rückeroberung der Küsten durch die Alliierten 1944/45 blieben die Anlagen in Betrieb. Heute werden sie zum Teil gewerblich und zum Teil museal genutzt.